# Huaral
Huaral, és una població situada a la costa central peruana. Es troba a 80 km al nord de Lima i és capital de la província de Huaral, que forma part del departament de Lima. Té una població de 99.915 habitants d'acord amb el cens d'octubre del 2017. És coneguda com la "capital de l'agricultura" i la "ciutat dels meus amors". Fou fundada el 21 de març del 1551 pels invasors espanyols sota una ordenança reial, sent virrei del Perú Antonio de Mendoza, sota l'advocació catòlica de sant Joan Baptista de Huaral en reemplaçament de la població ameríndia anomenada “Guaral Vell” format pels ayllus dispersos anomenats Guaril, Huando, Jecuan, Huaca, Puquio, Huayan, i altres.

## Ubicació i geografia
El districte de Huaral és un territori situat al nord de la capital del Perú, i inicia el territori pel costat litoral al quilòmetre 58 de la Panamericana Nord, a la meitat del "Serpentín de Pasamayo".
El territori de la província abasta la franja costanera i comprén tota la vall de Chancay fins als alts cims del Vichaycocha, on naix el Xacal o Pasacmayo, "riu de la lluna".
La capital de la província és la ciutat de Huaral, antic poblat que ha crescut modernament sense perdre les característiques pròpies d'una ciutat provinciana; a 80 quilòmetres de Lima, emergeix com a cosmopolita sense ser massa gran, i inclou la majoria de serveis i tecnologia. La ciutat de Huaral té edificis moderns, però no passen de quatre pisos, i conserva les antigues edificacions, tant en el denominat Huaral quadrat com en els barris antics, on lentament es va reemplaçant la tova per ciment.
Huaral, com la majoria de les ciutats costaneres del país, no ha estat aliena al procés migratori dels pobladors de l'interior del Perú que a partir dels 60 van començar a arribar a aquesta ciutat; Huaral està enclavada en plena vall de Chancay, a 8 quilòmetres del marge dret del riu, envoltada de verdor i turons.

### Clima
| Paràmetres climàtics mitjans de Huaral | Paràmetres climàtics mitjans de Huaral | Paràmetres climàtics mitjans de Huaral | Paràmetres climàtics mitjans de Huaral | Paràmetres climàtics mitjans de Huaral | Paràmetres climàtics mitjans de Huaral | Paràmetres climàtics mitjans de Huaral | Paràmetres climàtics mitjans de Huaral | Paràmetres climàtics mitjans de Huaral | Paràmetres climàtics mitjans de Huaral | Paràmetres climàtics mitjans de Huaral | Paràmetres climàtics mitjans de Huaral | Paràmetres climàtics mitjans de Huaral | Paràmetres climàtics mitjans de Huaral |
| Mes                                    | Gen.                                   | Feb.                                   | Mar.                                   | Abr.                                   | Maig                                   | Jun.                                   | Jul.                                   | Ago.                                   | Set.                                   | Oct.                                   | Nov.                                   | Des.                                   | Anual                                  |
| -------------------------------------- | -------------------------------------- | -------------------------------------- | -------------------------------------- | -------------------------------------- | -------------------------------------- | -------------------------------------- | -------------------------------------- | -------------------------------------- | -------------------------------------- | -------------------------------------- | -------------------------------------- | -------------------------------------- | -------------------------------------- |
| Temp. màx. mitjana (°C)                | 26.6                                   | 27.5                                   | 27.1                                   | 25.6                                   | 23.1                                   | 21                                     | 20.4                                   | 20                                     | 20.5                                   | 21.6                                   | 23.2                                   | 25                                     | 23.5                                   |
| Temp. mitjana (°C)                     | 22.2                                   | 23                                     | 22.5                                   | 21.1                                   | 19.1                                   | 17.5                                   | 16.9                                   | 16.5                                   | 16.8                                   | 17.6                                   | 18.9                                   | 20.3                                   | 19.4                                   |
| Temp. mín. mitjana (°C)                | 17.9                                   | 18.6                                   | 18                                     | 16.6                                   | 15.1                                   | 14                                     | 13.4                                   | 13                                     | 13.2                                   | 13.7                                   | 14.7                                   | 15.6                                   | 15.3                                   |
| Font: climate-data.org                 |                                        |                                        |                                        |                                        |                                        |                                        |                                        |                                        |                                        |                                        |                                        |                                        |                                        |

## Antecedents
Abans de la creació de Huaral com a districte, el poble tingué una fundació espanyola com a “assentament d'Índies” l'any 1551 en virtut d'una ordenança de la Llei General d'Índies del 21 de març del mateix any, segons ho testifica Jesús Ipince.
Llavors el nom del poble era San Juan de Guaral, que a partir de la data com a reducte a Ayllus esdevingué un centre on convergien la resta dels poblats propers. D'aquesta manera la seua hegemonia es va fer més sòlida, i es dedicà des de llavors a l'agricultura i el comerç.
És, però, dependent del districte de Chancay, fins a l'octubre de 1890, en què se n'independitzà i es creà el districte de San Juan de Huaral.

## Fites urbanes
Origen del nom de Huaral
N'hi ha dues versions:
La primera correspon a l'historiador Jesús Elías Ipinze, que afirma que el terme Huaral prové del nom d'un principal cacic del poble, anomenat Martín Guaral Paico, de mitjan s. XVI. Se'n desprén que “Guaral” hauria derivat posteriorment a ‘Huaral”.
La segona hipòtesi correspon a l'arqueòleg Julio C. Tello, que visità Huaral per fer-hi recerca arqueològica; Tello afirma que el nom de Huaral procedeix de la corrupció de les veus aimara: Huaralí, Huararo, Huararí o Huallalí.

## Cultura i personatges
Huaral és bressol de personatges il·lustres que han destacat en diversos camps, com en la literatura, com Jorge Ortiz Dueñas, màxim exponent de la literatura huaralina; autor de La veu menuda (1945), Les plomes del niu (1982) i Poesies completes (2002), que constitueixen dos vèrtexs primordials en la lírica huaralina i peruana dirigida als xiquets; Jorge Montalvo Cortez, autor de l'Àlbum d'Or Huaralià; Julián Rodríguez, jove escriptor prolífic, guanyador d'un premi nacional de novel·la, que sobreïx a nivell nacional i internacional; Alberto Colán Falcón, jove escriptor de contes, mites i llegendes, a més recopila en la revista Identitat, que edita ell, la història del poble des dels inicis; va escriure el llibre de contes El carreró de les ànimes i altres contes, El fantasma del campanar, etc.
Cal esmentar també el mestre Andrés Mármol Castellanos, notable educador i arqueòleg, propulsor de l'educació a Huaral, que hi marcà una fita en fundar el Col·legi Modern, del qual isqueren professionals importants que serien peces clau per al desenvolupament de la província.

## Festivitats
Huaral celebra diverses festivitats que són molt concorregudes; hi destaquen:
- Febrer: Verge de la Candelaria de la Huaca.
- Març-abril: Setmana Santa.
- Maig: Senyor de Muruhuay, Verge de Chapi, Verge de Fàtima.
- Juny: Sant Joan Baptista, Sant Antoni de Pàdua, Sant Pere de Huando.
- Julio: Verge del Carme.
- Agost: Santa Rosa de Lima.
- Setembre: Verge de la Mercè.
- Octubre: Verge del Rosari, Senyor Captiu d'Ayabaca de Victòria Baixa i Retes.
- Octubre: Senyor dels Miracles.
- Novembre: Sant Martín de Porres.
- Desembre: Immaculada Concepció de Huando.